# Ken Curtis

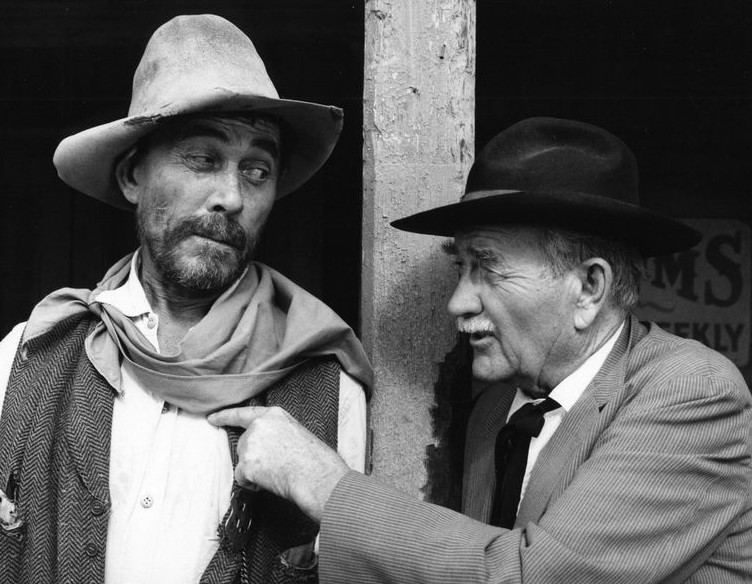
Ken Curtis (links) und Milburn Stone in einer Szene aus Rauchende Colts (1974)

Ken Curtis (* 2. Juli 1916 in Lamar, Colorado; † 28. April 1991 in Clovis, Kalifornien, eigentlich Curtis Wain Gates) war ein US-amerikanischer Schauspieler, Produzent und Country-Sänger.

## Leben
Curtis Wain Gates wuchs in Las Animas in der Nähe von Lamar im Südosten des Bundesstaates Colorado auf. Sein Vater Daniel Selden Gates war der örtliche Sheriff und seine Familie lebte im Obergeschoss des Gefängnisses, für dessen Insassen seine Mutter Nellie Sneed Gates das Essen zubereitete.
Curtis war zunächst Sänger, u. a. bei Shep Fields und der Country-Formation Sons of the Pioneers, mit denen er auch in Filmen der singenden Cowboys Roy Rogers und Gene Autry auftrat und dabei Geschmack an der Schauspielerei fand. In allein sieben Filmen war Curtis später an der Seite der Hollywood-Legende John Wayne zu sehen und spielte auch mit weiteren bekannten Stars wie Henry Fonda, James Cagney, William Powell und Jack Lemmon.
In Deutschland wurde Curtis hauptsächlich als kauziger Deputy Marshal Festus Haggen in der US-amerikanischen Western-Fernsehserie Rauchende Colts (Gunsmoke) an der Seite von Marshal Matt Dillon (James Arness) bekannt, einen Charakter, den er von 1962 bis 1975 verkörperte und damit am drittlängsten mit in der Serie dabei war (nach Hauptdarsteller James Arness und Milburn Stone als Doc Adams). In der deutschen Fassung der Serie sprach der Schauspieler Gerd Duwner mit unverwechselbarer Fistelstimme den Festus.
Die erste Folge, in der Curtis als Festus zu sehen war, hatte den Titel Us Haggens. Darin kommt Festus in die Stadt Dodge City, um den Tod seines Zwillingsbruders Fergus Haggen zu rächen (der dann aber nie wieder erwähnt wurde). Eine Doppelrolle spielte Curtis in der Folge Alias Festus Haggen, sowohl als Festus und als Killer, der ihm ähnlich sieht und den er überführen muss, um nicht für dessen Taten verurteilt zu werden. Zuvor hatte Curtis in der Serie bereits andere Charaktere verkörpert.
Schon vor dieser Zeit war Curtis auch in Deutschland ein bekannter Serienstar. Ab 1963 konnte man ihn im Vorabendprogramm der ARD in 48 Folgen der sehr beliebten Abenteuerserie Sprung aus den Wolken (Ripcord) zusammen mit seinem Kollegen Larry Pennell als Fallschirmspringer Jim Buckley erleben. Da er hier aber im Gegensatz zu Rauchende Colts ohne Bart zu sehen war und von Gerd Martienzen synchronisiert wurde, hatten die beiden Charaktere Jim Buckley und Festus Haggen auch rein äußerlich kaum Ähnlichkeit miteinander.
In vielen weiteren Fernsehserien trat Curtis als Gaststar auf, so in Perry Mason, Wagon Train, Tausend Meilen Staub (Rawhide), Abenteuer unter Wasser (Sea Hunt), Have Gun – Will Travel, Petrocelli, Vegas (Vega$) und in Airwolf.
Zweimal betätigte sich Curtis auch als Produzent, bei den Low-Budget-Filmen Die Nacht der unheimlichen Bestien (The Killer Shrews), in dem er auch selbst eine Rolle übernahm, und bei The Giant Gila Monster (beide 1959).
Curtis war von 1952 bis 1964 mit Barbara Ford, der Tochter des Regisseurs John Ford, verheiratet. 1981 wurde er in die Western Performers Hall of Fame im National Cowboy & Western Heritage Museum in Oklahoma City, Oklahoma aufgenommen.
Curtis’ letzter Film war der TV-Western Conagher, in dem er zusammen mit seinem früheren Serienkollegen Buck Taylor zu sehen war, der in Rauchende Colts die Rolle des Deputy Newly O’Brien spielte.
1991 verstarb Ken Curtis auf seiner Ranch im kalifornischen Clovis, Fresno County im Alter von 74 Jahren im Schlaf an einem Herzinfarkt. Nach der Einäscherung wurde die Asche in den Colorado Flatlands verstreut.

## Diskografie
Singles
- 1947: Lemme Outa Here / Feudin’ And Fightin’ (B-Seite von Rex Allen And His Arizona Wranglers)[2]
- 1953: The Call Of The Far-Away Hills / Brass Ring Love (B-Seite von Dick Thomas)
- 1953: Hanna Lee / Are You
- 1953: He Was There / Go And Leave Me
- 1956: Wedding Day / Cottonwood
- 1979: Cowboy kaputt / Don’t Fence Me In (B-Seite mit Freddy Quinn)
- 1979: Country Music / Ein Bier, Ein’ Trinken

Alben
- 1966: …Sings And Talks About Dodge City And Stuff!
- 1968: Calls Out Ken Curtis

Kompilationen
- 1979: Meine Songs – Mein Leben

## Filmografie (Auswahl)
- 1951: Zorro – Flammen der Rache (Don Daredevil Rides Again)
- 1955: Mit Leib und Seele (The Long Gray Line)
- 1955: Keine Zeit für Heldentum (Mister Roberts)
- 1956: Dem Adler gleich (The Wings of Eagles)
- 1956: Der Schwarze Falke (The Searchers)
- 1958: Das letzte Hurra (The Last Hurrah)
- 1958: Patrouille westwärts (Escort West)
- 1959–1975: Rauchende Colts (Gunsmoke) (Fernsehserie, 279 Folgen, davon 274 als Festus Haggen)
- 1959: Land ohne Gesetz (The Young Land)
- 1959: Der letzte Befehl (The Horse Soldiers)
- 1959: Die Nacht der unheimlichen Bestien (The Killer Shrews)
- 1960: Alamo (The Alamo)
- 1961: Zwei ritten zusammen (Two Rode Together)
- 1961–1963 Sprung aus den Wolken (Ripcord) (Fernsehserie, 76 Folgen)
- 1964: Cheyenne (Cheyenne Autumn)
- 1978: Der Mann in den Bergen (The Life and Times of Grizzly Adams) (Fernsehserie, eine Folge)
- 1979: Das Fort der Hoffnung (California Gold Rush) (Fernsehfilm)
- 1983–1984: Kampf um Yellow Rose (The Yellow Rose) (Fernsehserie, 22 Folgen)
- 1986: Airwolf (Fernsehserie, 1 Folge)
- 1988: Die glorreichen Neun (Once Upon a Texas Train) (Fernsehfilm)
- 1991: Conagher (Fernsehfilm)